# Tom and Jerry: The Movie
Tom and Jerry: The Movie là một bộ phim hoạt hình dài sản xuất năm 1992, được đạo diễn bởi Phil Roman, sản xuất thông qua hãng Film Roman và Metro Goldwyn Mayer. Bộ phim được công chiếu lần đầu tiên tại Đức vào ngày 1 tháng 10 năm 1992, sau đó được phát hành tại Hoa Kỳ và Canada vào ngày 30 tháng 7 năm 1993.

## Cốt truyện
Mở đầu câu chuyện là cảnh ngôi nhà của Tom và Jerry sắp bị phá, tuy đã lên ô tô nhưng Tom thấy khó chịu khi Jerry trên xe. Tom tìm cách đuổi Jerry đi, Jerry sau khi chơi lại Tom bèn về phòng khóa kín cửa. Tom đóng ván vào cửa phòng Jerry để Jerry không thể ra được.
Khi Tom ra ngoài, chiếc xe đã đi mất, Tom cố gắng đuổi theo chiếc xe nhưng bị một con chó truy đuổi phải quay lại nhà. Sáng hôm sau, khi căn nhà bị phá bởi đội thi công, Tom chạy ra khỏi nhà nhưng nhớ tới Jerry còn đang bị nhốt liền quay trở lại cứu Jerry.
Sau đó, cả hai phải đi lang thang, Jerry vẫn lén đi theo Tom dù Tom mấy lần đuổi Jerry đi. Họ gặp chú chó vui vẻ Puggsy và người bạn của anh ta là con châu chấu Frankie. Puggsy và Frankie đã cho Tom và Jerry thấy rằng họ có thể làm bạn dù kích thước cơ thể khác hẳn nhau. Để xua tan cảm giác khó chịu, tất cả mọi người đã múa hát vui vẻ. Khi Puggsy và Frankie đi kiếm ăn ngoài bãi rác đã bị hai tên trộm chó của ông tiến sĩ - thực chất là một kẻ buôn bán động vật trái phép - bắt đi. Sau đó, Tom bị mấy con mèo hoang bắt nạt, Jerry đã giải cứu bằng cách mở ống cống khiến cả đám mèo rơi vào trong. Từ đó, Tom chấp nhận đồng hành cùng Jerry.
Cả hai lại lang thang lần nữa và gặp cô bé Rôbin, người đã bỏ nhà đi vì mẹ cô qua đời khi cô vẫn còn là một đứa bé và cha cô dường như đã chết trong trận tuyết lở gần đây khi đang leo núi thám hiểm. Kể từ đó, cô sống với người dì độc ác Pristine Figg (kẻ đã chiếm đoạt tài sản của gia đình) cùng với gã luật sư nham hiểm Lickboot và chú chó cưng quá khổ Ferdinand của bà ta. Trong khi đang nói chuyện với nhau thì bọn họ bị phát hiện và bị bắt mang về nhà. Ferdinand dẫn Tom và Jerry vào nhà bếp xa hoa, nhưng lại ném cho họ hộp thức ăn thiu. Tức giận, Tom ném hộp thức ăn thiu vào mặt Ferdinand khiến nó giận dữ truy đuổi Tom nhưng Jerry đã hạ gục nó. Sau đó, Ferdinand lại đuổi theo Jerry và bị Jerry ngáng chân khiến nó ngã lộn nhào và biến nhà bếp thành bãi chiến trường.
Vô tình trong lúc Jerry xuống nhà đã nghe lỏm và phát hiện ra một điều là bố của Rôbin còn sống. Nhưng dì Figg đã cố ý không cho Rôbin biết vì nếu như điều đó xảy ra thì toàn bộ tài sản thừa kế của cha Rôbin sẽ không còn thuộc về mụ. Tom và Jerry định mang tờ giấy cho Rôbin biết thì bị dì Figg bắt được. Jerry chạy thoát nhưng bị Ferdinand bắt được. Cả hai bị nhốt vào lồng và mang đến nhà ông tiến sĩ Applecheek. Tại đây họ gặp lại hai người bạn Puggsy và Frankie. Trong lúc hai tên trộm chó của ông tiến sĩ ngủ, Jerry đã giải thoát tất cả các con vật và cả hai tìm về căn nhà của Rôbin.
Cả hai lẻn vào phòng Rôbin bằng cửa sổ và Tom đã nói cho Rôbin những gì về cha của cô rồi cả ba lập kế hoạch trốn thoát khỏi căn nhà. Nhưng Tom rơi xuống gây tiếng động, dì Figg bèn gọi cả Lickboot đi tìm cô. Lúc cả ba xuống được chân cầu thì cũng là lúc dì Figg đi tìm cô. Tuy chú chó béo đó đã phát hiện ra nhưng không thể bắt được vì cả ba người đã lên bè. Không may trong lúc nửa đêm thì chiếc bè đã bị chiếc tàu lớn nhấn chìm khiến nó vỡ tan.
Sáng hôm sau, mụ dì ghẻ đã cho in hình của Rôbin lên tất cả các hộp sữa và còn nói sẽ trao 1 triệu đô la Mỹ cho ai tìm ra Rôbin để việc tìm kiếm có hiệu quả (thực ra bà ta không định trả tiền). Còn Rôbin và Tom Jerry đã trôi dạt vào cùng một địa điểm nhưng khác thời gian.
Người phát hiện Rôbin là thủy thủ Kiddie, chủ sở hữu của một công viên giải trí thất bại, ông chăm sóc cô ấy cho đến ông nhìn thấy quảng cáo cho phần thưởng trên một hộp sữa với sự giúp đỡ của chú vẹt Squawk. Sau đó, ông đã lừa cô bé lên chiếc đu quay để cô không còn chạy được nữa và gọi điện cho dì Figg. Applecheek vô tình nghe được cuộc điện thoại, ông ta cùng hai tên trộm chó đến nơi trước với ý đồ bắt Rôbin chiếm 1 triệu đô tiền thưởng, nhưng hai kẻ trộm chó đã ném ông ta khỏi xe. Applecheek sau đó cũng trộm một chiếc xe kem đi tới nơi.
Tom và Jerry tìm được và giải thoát cho Rôbin khỏi đu quay. Đúng lúc, hai kẻ trộm chó tới bắt Robin nhưng chúng bị Tom và Jerry làm cho mắc kẹt trong đu quay. Rôbin cùng hai người bạn lên một chiếc tàu hơi nước trốn thoát, Kiddie và con vẹt lái cano đuổi theo. Figg và Lickboot lái xe ô tô, Applecheek lái xe kem đuổi theo trên bờ. Ferdinand vô tình phá hỏng cây cầu khiến Applecheek rơi xuống đúng cano của Kiddie.
Tom và Jerry cùng Rôbin tới căn nhà gỗ của cha cô, nhưng Figg và Lickboot đã ở đó sẵn. Lickboot khóa cửa nhốt Tom và Jerry cùng Ferdinand ở bên ngoài. Trong lúc giằng co, Rôbin đã đá vào chân Lickboot khiến ngọn đèn dầu trên bàn bị đổ. Ngọn lửa bùng lên đốt cháy cả căn nhà. Figg, Lickboot và Ferdinand chạy trốn khỏi căn nhà đang cháy. Lickboot vấp phải ván trượt của Ferdinand, khiến họ rơi xuống tàu hơi nước và con tàu mất kiểm soát sau khi Ferdinand vô tình di chuyển chiếc bánh lái của tàu.
Tom và Jerry trèo lên mái nhà lấy sợi dây thừng để cứu Rôbin. Họ đưa được Rôbin lên trên cũng là lúc mái nhà bốc cháy. Đúng lúc đó, máy bay trực thăng của bố Rôbin đến. Rôbin được máy bay cứu còn Tom và Jerry do gió của cánh quạt thổi quá mạnh nên lửa cháy to hơn khiến cả hai không thể lên được. Căn nhà sập đổ, Tom và Jerry rơi xuống khúc sông cạnh nhà. Cuối cùng Rôbin tìm được hai người và họ sống hạnh phúc với nhau. Tuy nhiên, ngay khi Rôbin vừa đi ra ngoài, Tom lại dùng bẫy chuột để chơi xỏ Jerry, Jerry để cho đuôi Tom kẹp vào bẫy và Tom lại tiếp tục rượt đuổi Jerry.